# Пусиянский магал
Пусиянский магал (азерб. Püsyan mahalı) — один из магалов Карабахского ханства. На сегодняшний день территория Пусиянского магала, будучи исторически небольшой по площади, соответствует территориям Губадлинского района современного Азербайджана.

## Краткая информация
- Год создания — 1747 год
- Центр — село Бахтиярлы
- Крупные населенные пункты — Черели, Бабалы, Султанлы, Зодманлы.
- Соседние магалы — на западе — Чулундурское, на севере — Аджананское, на востоке Бергюшадское, на юге Чулундурское.

## История
Карабахское ханство состояло из 25 магалов — 1) Джеваншир-Дизак, 2) Хырдапара-Дизак, 3) Дизак, 4) Дизак-Джабраиллы, 5) Чулундур, 6) Пусиян, 7) Мехри, 8) Бергюшад, 9) Гарачорлу, 10) Багабюрд, 11) Кюпара, 12) Аджанан-Тюрк, 13) Сисиан, 14) Татев, 15) Варанда, 16) Хачын, 17) Челебиюрд, 18) Талыш, 19) Коланы, 20) Демирчигасанлы, 21) Ийирмидеорд, 22) Отузики, 23) Кебирли (I), 24) II Кебирли (II) и 25) Джеваншир.
Магалами управляли наибы, а селениями в составе магалов — кедхуды.
Магал Пусиян располагался на левом берегу реки Гапан, в его состав входили 29 сел и оймагов, в
которых проживали 612 семей. Население было освобождено от податей. Занимались здесь животноводством. Население магала в основном состояло из азербайджанцев, исключение составляли 6 христианских семей (0,98 %). Самыми большими оймагами были Задуманлы (97 семей), Кербалаи
Димахмед (45 семей). Магалом управлял султан Мухаммед Гусейн. Причиной освобождения жителей
магала Пусиян от податей являлось то, что незадолго до составления «Описания» жители 20 оймагов, являвшиеся коренными гарабагцами, бежали в Иран и только недавно вернулись обратно. Остальные 9 сел и оймагов принадлежали различным лицам. Часть жителей этих населенных пунктов также переселялась в Иран, но затем вернулась обратно. Большинство семей вернулось вместе с султаном Мухаммед Гусейном.
Магал был ликвидирован в 1840 году и преобразован в российскую провинцию. На основе царской реформы «Учреждение для управления Закавказским краем» от 10 апреля 1840 года. в составе Каспийской области был образован Шушинский уезд. Пусиянский магал вошёл в состав Мегринского участка Шушинского уезда.

## Наибы
| Титул | Имя                           | Начало замещения должности | Конец замещения должности |
| ----- | ----------------------------- | -------------------------- | ------------------------- |
| Наиб  | Гаджи Мухаммед-султан Пусиян  | 1747                       | 1751                      |
| Наиб  | Ибрагим-султан Пусиян         | 1751                       | 1777                      |
| Наиб  | Панах-султан Пусиян           | 1777                       | 1794                      |
| Наиб  | Мухаммед Гусейн-султан Пусиян | 1794                       | 1824                      |
| Наиб  | Насир-султан Пусиян           | 1824                       | 1840                      |